# Brännlands Träförädling
Brännlands Träförädlings Aktiebolag var ett träindustribolag i Västerbotten som var verksamma mellan 1902 och 1927. Huvudsätet var Brännland. Bolaget var med i Sveriges Industriförbund och hade 75 fast anställda arbetare. Bolaget hade sågverk, hyvleri och fabrik i Brännland samt sågverk i Hörnsjö, Strand och Överboda. Man tillverkade inredning, bland annat dörrar och fönster, och enligt en annons i Aftonbladet den 23 juni 1920 var man leverantör till statens alla verk, bland annat tillverkade man kyrko- och bankinredning. 1918 hade man tecknat aktier i Vännäs Kraft AB och 1920 hade man bland annat köpt upp Hällnäs Industri AB och Sofiehems Trävaru AB.
Bolaget blev grundat 1902 av förmögna lantbrukare i Umeå socken. Bland annat riksdagsmannen Johan Andersson i Baggböle, suppleant i bankoutskottet 1903-1908. 
Grundare var Johan Andersson och Bernhard Andersson i Baggböle, F.O. Edlund i Sörfors, Erik Persson i Norrfors, Oscar Åström, Petrus (Pelle) Andersson, Erik Gruffman, Anders Andersson alla från Brännland samt Johan Olofsson i Kåddis.
1921 bestod styrelsen av direktör Konrad Artur Strömberg i Umeå stad, inspektor Erik Karlsson, hemmansägare Johan Olofsson i Kåddis, nämndeman Oscar Åström och byggmästare Johan Magnus Bäckström. Johan Olofsson i Kåddis ska ha haft en stor andel aktier. Hans kusin hade varit gift med den tidigare disponenten Petrus Andersson som begick självmord efter att en stor brand ödelade sågen i Brännland. I Aftonbladet den 5 mars 1921 stod det att olyckorna drevo honom i döden. Även Karl Oscar Åström, RVO 1946, hade gift om sig med en släkting till Johan Olofsson i Kåddis. I det äktenskapet blev Karl Oscar Åström far till Karl-Ragnar Åström som grundade Ålö AB.
Från sågverksamheten i Brännland finns endast den herrgårdsbetonade disponentvillan samt ett transformatortorn kvar.

## Historia
1907 köpte bolaget upp Brobergs Ångsåg, men verksamheten där lades ned redan efter ett år.
1920 köpte bolaget Hällnäs Industri AB, Sjöbergs Sågverk AB i Stensele samt Sofiehems Trävaru AB. 1916 hade advokatbyrån Hallströms i Umeå hand om ett ärende mellan Brännlands Träförädlings AB och Mo och Domsjö AB (Holmen AB) angående Hörneån. 1917 hade advokatbyrån Hallströms hand om ytterligare ett ärende. Den här gången handlade det om överdriven skogsavverkning 1919 återfinns återigen Brännlands Träförädlings Aktiebolag hos advokatbyrån Hallströms, den här gången rubricerades ärendet Ansvar för avverkning av undermåligt virke Man sysslade även med överdriven avverkning av ungskog. 1920 hade disponent Petrus och några andra även sysslat med olovlig handel med explosiva varor av första och andra klass.
Innan den stora branden 1921, bestod styrelsen av Disponent Per Andersson, Inspektör Erik Karlsson, K.O. Åström, Johan Olofsson, och Byggmästare J.M Bäckström.

### Den stora branden
Den 26 februari utbröt en stor brand som totalt ödelade Brännlands-sågen, detta blev för mycket att bära för Disponent Petrus Andersson som tog sitt liv. Självmordet gick att läsa om i Aftonbladet den 5 mars 1921 - Olyckorna drevo honom i döden [...].

### Efter branden
1927 rekonstruerades Brännlands Träförädlings Aktiebolag till Brännlands Nya Träförädlings AB. 1933 övertogs aktiemajoriteten av Skogsägarföreningen i Umeå. 1944 flyttade verksamheten till Öbacka såg. 

## Fotnoter
1. ↑  Svensk industrikalender: Upptagande till Sveriges industriförbund anslutna industriföretag och deras tillverkningar, H.W. Tullbergs boktryckeri., 1922
2. ↑  Handbok för nordisk träindustri 1921
3. ↑  Sweden as producer of wood goods, pulp, paper, tar, and other forest products. Aktiebolaget Svenska teknologföreningens förlag, Stockholm, 1920
4. ↑  Sveriges statskalender 1946, s. 249
5. ↑   http://umealvdal.se/besoksomraden/brannland/
6. ↑  Västerbottens museum
7. 1 2 3 4  ”Umeå Universitet”. Arkiverad från originalet den 9 augusti 2017. https://web.archive.org/web/20170809213826/http://www.foark.umu.se/sites/default/files/hand59_reg.pdf. Läst 9 augusti 2017.
8. ↑  Riksarkivet Aktiebolag 1901 - 1935
9. ↑   Kungliga Biblioteket - Tidningar